# 圣吉勒 (伊勒-维莱讷省)
圣吉勒（法語：Saint-Gilles，法語發音：[sɛ̃ ʒil]）是法国伊勒-维莱讷省的一个市镇，位于该省中西部，属于雷恩区和雷恩都会区，其市镇面积为20.72平方公里，2022年1月1日时人口数量为5489人。
圣吉勒是雷恩都会区的组成部分，位于雷恩市区以西大约15公里。
法国境内还有多个同名市镇。

## 行政
圣吉勒的邮政编码为35590，INSEE市镇编码为35275。

## 地理

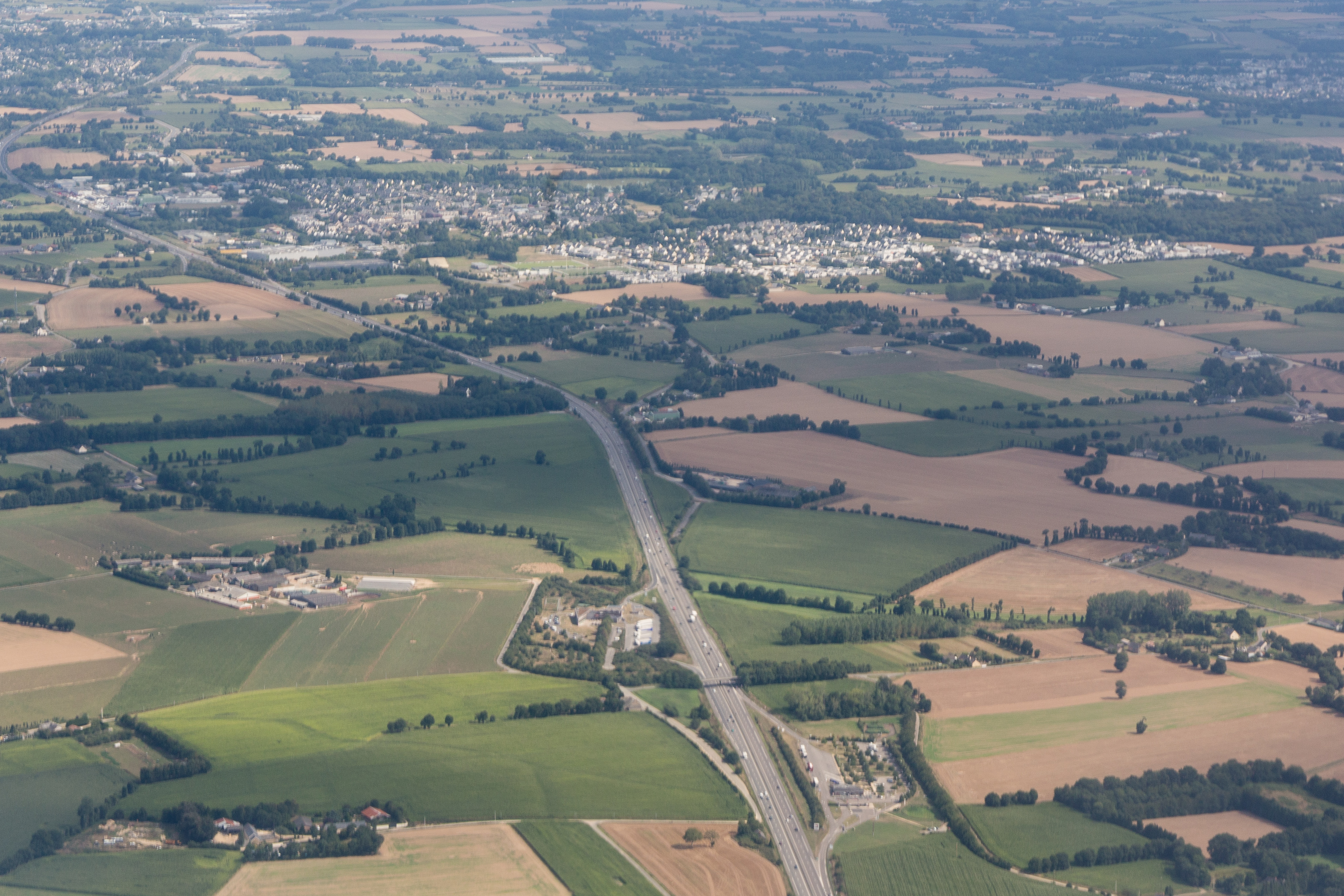
鸟瞰圣吉勒

圣吉勒（48°9'13"N, 1°49'34"W）位于法国西北部，布列塔尼大区东部和伊勒-维莱讷省中西部，距离省会雷恩大约15公里。
与圣吉勒接壤的市镇包括：布列塔尼地区帕尔特奈、莱尔米塔日、普勒姆勒克、布勒泰伊、拉沙佩勒图阿罗、帕塞、热沃泽、克莱。
圣吉勒境内地势平坦，海拔在34至96米之间。
圣吉勒镇中心东南部有吉沙莱湖（Étang de Guichalet），附近开辟有绿地公园。
按照柯本气候分类法，圣吉勒属于较为典型的温带海洋性气候，全年温差较小，降水分布均匀。

## 交通
法国国道N12线经过境内并设有一处出入口；伊勒-维莱讷省省道D21线和D612线在圣吉勒镇中心交汇，另有省道D125线从境内南部过境。雷恩公交52路和快速152线经过圣吉勒境内并设有站点。

## 政治
现任圣吉勒市长为菲利普·泰博先生（Philippe Thébault），他是一名左翼无党派人士。

## 人口
| 年份   | 1936  | 1946  | 1954  | 1962  | 1968  | 1975  | 1982  | 1990  | 1999  | 2006  | 2007  | 2012  | 2018  |
| ------ | ----- | ----- | ----- | ----- | ----- | ----- | ----- | ----- | ----- | ----- | ----- | ----- | ----- |
| 人口數 | 1,210 | 1,260 | 1,191 | 1,160 | 1,137 | 1,916 | 2,808 | 3,059 | 3,463 | 3,543 | 3,549 | 3,848 | 5,093 |